# Renée Peillon
Pour les articles homonymes, voir Peillon (homonymie).
Renée Peillon, née le 24 avril 1921 à Izieux à et morte le 30 août 1944 à Givors, est une institutrice et résistante française, morte pour la France pendant la Seconde Guerre mondiale.

## Biographie
Renée Peillon est née à Izieux, aujourd'hui sur le territoire de la commune de Saint-Chamond. Son père était ingénieur au laboratoire de chimie des Aciéries de la Marine puis aux Manufactures réunies de Saint-Chamond. Sa mère décède en 1923. Après la mort de celle-ci, elle est élevée avec sa sœur Denise par leur grand-mère maternelle. Bachelière, elle obtient aussi un diplôme complémentaire d’études secondaires option sciences mais elle ne souhaite pas poursuivre des études.
À l'automne 1938, elle s'adresse à l'académie pour obtenir un poste d'institutrice. Elle exerce à Izieux, puis au Sardon sur la commune de Saint-Genis-Terrenoire aujourd’hui Genilac, avant d’être affectée à La Grand-Croix. Après la défaite de 1940, son père (ancien combattant de 14-18) déclare à sa famille qu'il refuse la soumission. La famille se lance rapidement dans la Résistance. En 1942, le père (Marcel) est en contact avec l'Intelligence Service.
En août 1944, la région est traversée par les troupes allemandes en retraite. Marcel transmettait des informations par radio dans le cadre de la résistance. Le 28 août, Renée se rend à vélo à Givors pour des missions de résistance. À 9 heures, à Loire, elle croise une colonne allemande. Elle est torturée et est blessée par balles. Elle reste au sol une bonne partie de la journée, les habitants étant mitraillés s'ils sortent. Elle est secourue à 18h par des habitants, transférée le lendemain à l'hôpital de Montgelas à Givors. Elle meurt le 30 août, de ses blessures, dans les bras de Denise, sa sœur.

## Distinctions
Elle est reconnue « Morte pour la France ».
- Médaille de la Résistance française avec rosette (décret du 3 août 1946)[2],[3].